# Boreales Scopuli
I Boreales Scopuli sono una struttura geologica della superficie di Marte.